# Melitaea asteroidea
Melitaea asteroidea är en fjärilsart som beskrevs av Otto Staudinger 1881. Melitaea asteroidea ingår i släktet Melitaea och familjen praktfjärilar. Inga underarter finns listade i Catalogue of Life.